# Montpinchon
Montpinchon är en kommun i departementet Manche i regionen Normandie i norra Frankrike. Kommunen ligger i kantonen Cerisy-la-Salle som tillhör arrondissementet Coutances. År 2022 hade Montpinchon 543 invånare.

## Befolkningsutveckling
Antalet invånare i kommunen Montpinchon
| Referens: INSEE |